# El Ocaso de los Pieles Rojas
El Ocaso de los Pieles Rojas (título original en francés: La Terre des Peaux-Rouges, tdl. ‘La tierra de los pieles rojas’) es una monografía ilustrada sobre la historia de los amerindios de Canadá y de los Estados Unidos, los que son nombrados en la jerga «piel roja». La obra es el 22.º volumen de la colección «Aguilar Universal», escrita por el antropólogo y etnólogo francés Philippe Jacquin, y publicada por la editorial madrileña Aguilar en 1990. La edición original en francés fue publicada por la editorial parisina Éditions Gallimard en 1987, como el 14.º volumen de su colección enciclopédica «Découvertes Gallimard». El libro fue adaptado a un documental homónimo en 2002.

## Resumen
El autor recuerda la historia de las tribus de amerindios—Algonquinos, Hurones, Iroqueses; más tarde Cheyennes, Comanches, Apaches, Sioux...—que poblaron el continente norteamericano antes de que fuera descubierto por los europeos, y las guerras indias que siguieron. Toro Sentado, Caballo Loco, el general Custer, vistos a través del prisma deformante de la literatura y el wéstern.

## Contenido
Corpus
- «Tráiler» (pp. 1–9, una serie de pinturas de George Catlin, reproducidas como ilustraciones a página completa)
- Capítulo primero: «Hombres rojos y hombres de hierro» (pp. 13–31)
- Capítulo segundo: «A sangre y fuego» (pp. 33–49)
- Capítulo tercero: «Choque de culturas» (pp. 51–71)
- Capítulo cuarto: «El camino de las lágrimas» (pp. 73–87)
- Capítulo quinto: «La conquista del oeste» (pp. 89–119)
- Capítulo sexto: «El regreso del indio» (pp. 121–127)

Testimonios y documentos
1. Indios y trotabosques (pp. 130–131)
2. Los indios vistos por los blancos (pp. 132–133)
3. Secuestrada por los indios (pp. 134–135)
4. Los blancos vistos por los indios (pp. 136–137)
5. Las ocupaciones cotidianas (pp. 138–141)
6. La palabra de los jefes (pp. 142–147)
7. Los guerreros de las praderas (pp. 148–151)
8. Recuerdos de un jefe Sioux (pp. 152–155)
9. El gran Gerónimo (pp. 156–161)
10. Carcajes, plumas y flechas (pp. 162–165)
11. En la oscuridad de las reservas (pp. 166–171)
12. El movimiento indio (pp. 172–179)
13. Los indios en la pantalla (pp. 180–182)

Anexos
- Bibliografía (p. 183)
- Cronología (pp. 184–185)
- Índice de ilustraciones (pp. 186–189)
- Índice alfabético (pp. 189–191)
- Índice de materias (p. 192)

## Recepción
El sitio web Babelio otorga al libro una calificación promedio de 3.90 sobre 5, basada en 21 calificaciones. En el sitio web Goodreads, el libro obtiene un promedio de 3.63/5 basado en 8 calificaciones, lo que indica «opiniones generalmente positivas».

## Adaptación
En 2002, en coproducción con La Sept-Arte y Trans Europe Film, en colaboración con Éditions Gallimard, y en asociación con la Aboriginal Peoples Television Network de Canadá, realiza la adaptación documental de La Terre des Peaux-Rouges bajo el mismo título, dirigida por Jean-Claude Lubtchansky, con narración en off por los actores franceses Serge Avédikian y François Marthouret, y transmitido por Arte en el programa de televisión L'Aventure humaine. Posteriormente ha sido doblado al alemán bajo el título Indianerland.